# Wet Camp Village
Wet Camp Village es un lugar designado por el censo ubicado en el condado de Pinal en el estado estadounidense de Arizona. En el Censo de 2010 tenía una población de 229 habitantes y una densidad poblacional de 20,09 personas por km².

## Geografía
Wet Camp Village se encuentra ubicado en las coordenadas 33°8′29″N 111°54′2″O / 33.14139, -111.90056. Según la Oficina del Censo de los Estados Unidos, Wet Camp Village tiene una superficie total de 11.4 km², de la cual 11.4 km² corresponden a tierra firme y (0%) 0 km² es agua.

## Demografía
Según el censo de 2010, había 229 personas residiendo en Wet Camp Village. La densidad de población era de 20,09 hab./km². De los 229 habitantes, Wet Camp Village estaba compuesto por el 2.18% blancos, el 0% eran afroamericanos, el 95.2% eran amerindios, el 0% eran asiáticos, el 0.44% eran isleños del Pacífico, el 0% eran de otras razas y el 2.18% pertenecían a dos o más razas. Del total de la población el 12.66% eran hispanos o latinos de cualquier raza.